# Jevhen Štembuljak
Jevhen Olehovič Štembuljak, noto anche come Evgeny Shtembuliak (Євген Олегович Штембуляк; Odessa, 12 marzo 1999), è uno scacchista ucraino.
Ha ottenuto il titolo di Maestro Internazionale (IM) nel 2016, e di Grande Maestro (GM) in marzo 2019.

## Principali risultati
Ottenne la prima norma di GM in aprile 2016 nel torneo First Saturday di Budapest, la seconda norma in giugno 2018 nel "Minnesota GM Tournament" di Plymouth, la terza norma in novembre dello stesso anno nel "Autumn Invitational GM Tournament" di Saint Louis. 
In ottobre 2019 ha vinto a Nuova Delhi il Campionato del mondo juniores (under 20).

In dicembre dello stesso anno ha vinto il Campionato ucraino a Lutsk.

Ha ottenuto il più alto rating FIDE in febbraio 2020, con 2628 punti Elo.